# La fuerza del Sol
La fuerza del sol es el álbum de debut de estudio de la cantante y compositora ilicitana Verónica Romero, lanzado en julio de 2002.

## Lista de canciones
1. Un hogar para los dos - 3'26
2. Bésame - 3'51
3. Me encanta nuestro amor (I live for loving you) - 3'28
4. No por él (Dúo con Rosa) - 4'25
5. Qué bonito - 4'22
6. Soñé con volver - 3'58
7. El efecto del anís - 3'29
8. No te podrás marchar (That's when I'll give up -on living you-) - 4'17
9. Una vida sin ti (In a world without you) - 3'52
10. Volveré - 3'28
11. Te dejaré de querer... (Cuando se acaben los viernes) - 3'54
12. Cada gota - 4'05
13. Una señal - 3.06

## Videoclips
- Bésame
Lanzamiento: Julio de 2002

- Datos: Q5966760